# Pax (Andrew Hill)
| Recensione | Giudizio |
| ---------- | -------- |
| AllMusic   | [ 1 ]    |

Pax è un CD a nome del pianista jazz statunitense Andrew Hill, pubblicato dalla casa discografica Blue Note Records nel giugno del 2006.
Si tratta di registrazioni risalenti al febbraio 1965, già pubblicate in parte (i primi cinque brani) nel 1975 nella compilation (uscì su doppio LP) One for One (Blue Note Records, BN-LA 459).

## Tracce
Tutti i brani composti da Andrew Hill.
1. Eris – 10:40
2. Pax – 7:11
3. Calliope – 10:08
4. Euterpe – 7:17
5. Erato – 3:59
6. Roots 'n' Herbs – 3:40
7. Euterpe – 6:44 – Alternate Take

## Musicisti
- Andrew Hill - pianoforte
- Freddie Hubbard - cornetta (eccetto nei brani: Erato e Roots 'n' Herbs)
- Joe Henderson - sassofono tenore (eccetto nei brani: Erato e Roots 'n' Herbs)
- Richard Davis - contrabbasso
- Joe Chambers - batteria[3]

Note aggiuntive
- Alfred Lion - produttore
- Michael Cuscuna - produttore riedizione su CD
- Registrato al Rudy Van Gelder Studio di Englewood Cliffs, New Jersey (Stati Uniti) il 10 febbraio 1965
- Rudy Van Gelder - ingegnere delle registrazioni
- Francis Wolff - fotografie copertina frontale e retrocopertina CD
- Patrick Roques - design copertina[4]